# Río Esteras
Río Esteras är ett vattendrag i Spanien. Det ligger i den centrala delen av landet, 210 km sydväst om huvudstaden Madrid.